# 399
Cette page concerne l'année 399  du calendrier julien. Pour l'année 399 av. J.-C., voir 399 av. J.-C. Pour le nombre 399, voir 399 (nombre).
L'année 399 est une année commune qui commence un samedi.

## Événements
- 19 mars : les comtes Gaudentius et Jovius ordonnent la destruction des temples et des statues paganistes à Carthage[1].
- Printemps : révolte des auxiliaires du goth Tribigild à Nacoleia en Phrygie. Le chef goth Gaïnas et le général Léon, ami personnel d'Eutrope, sont envoyés contre lui. Tribigild pille la Pisidie, puis est d'abord vaincu en Pamphylie, mais parvient à se dégager et bat Léon qui est tué, tandis que Gaïnas, chargé de protéger les rives du Bosphore, s’allie aux déserteurs de Tribigild, ce qui provoque la chute d'Eutrope[1].
- Fin juillet : disgrâce d'Eutrope, chassé du pouvoir par Eudoxie. Il se réfugie dans la cathédrale Sainte-Sophie, sous la protection du patriarche Jean Chrysostome, qui prononce un discours célèbre sur la vanité. Eutrope est exilé à Chypre, puis ramené à Chalcédoine à la fin de l'année pour être jugé et exécuté[2].

- 14 août : Yazdgard Ier monte sur le trône de Perse[3]. Marié avec une juive, il est tolérant envers le christianisme et entretient de bonnes relations avec les Romains.
- 17 août : édit adressé à Aurélianus, le nouveau préfet du prétoire d'Orient à Constantinople, prononçant la déchéance d'Eutrope et la confiscation de ses biens[2]. Aurélianus se place en opposant de Gaïnas.
- 27 août : Arcadius rappelle à Aurélianus qu'il est interdit d'offrir des Jeux le dimanche, sauf en cas d'anniversaire impérial[4].
- 26 novembre : mort du pape Sirice[5].
- 27 novembre : début du pontificat de Anastase Ier (fin en 401)[5]. Il réussit à réconcilier les Églises de Rome et d’Antioche.

- Concile de Constantinople[6] : Épiphane de Salamine et d'autres évêques condamnent la doctrine d'Origène.
- Fermeture des écoles impériales de gladiateurs à Rome[4].
- Le moine bouddhiste chinois Faxian quitte la Chine et se rend en Inde pour y chercher des manuscrits[7].

## Naissances en 399
- 19 janvier : Pulchérie, impératrice d'Orient[1].
- Genséric, roi des Vandales (ou en 389).

## Décès en 399
- 26 novembre : Sirice, pape.
- 27 décembre : Fabiola, célèbre pour avoir ouvert un hôpital pour les pauvres à Ostie.

- Aurelius Arcadius Charisius, jurisconsulte romain.
- Eutrope, ex-favori de l'empereur Arcadius, exécuté.
- Évagre le Pontique, moine égyptien, le premier à donner une liste des péchés capitaux.
- Vahram IV, roi sassanide de Perse, lynché.